# GrimGrimoire
GrimGrimoire (グリムグリモア?) è un videogioco strategico in tempo reale del 2007 sviluppato da Vanillaware e Nippon Ichi Software per PlayStation 2. Il titolo è stato successivamente distribuito per PlayStation 3 tramite PlayStation Network. Nell'aprile 2022 è stata annunciata una riedizione del gioco per PlayStation 4 e Nintendo Switch dal titolo GrimGrimoire OnceMore.

## Sviluppo
GrimGrimoire è stato realizzato dagli stessi autori di Princess Crown e Odin Sphere che volevano realizzare un titolo simile a StarCraft, nonostante gli RTS non fossero molto diffusi in Giappone. L'ambientazione è ispirata alle serie Atelier e Harry Potter. La musica del gioco è curata da Basiscape, azienda fondata da Hitoshi Sakimoto.

## Accoglienza
Nella settimana di lancio, GrimGrimoire si è posizionato al secondo posto nel mercato giapponese, dietro Apollo Justice: Ace Attorney. Secondo Jouji Kamitani, presidente di Vanilaware, il titolo doveva essere il primo gioco di una serie, tuttavia le vendite hanno convinto la società a non realizzare un seguito.